# هاوئریت
هاوئریت  (به انگلیسی: Hauerite) با فرمول شیمیایی MnS2 از مجموعه کانی هاست و از نام زمین‌شناس اتریشی J.R.Hauer اخذ شده‌است. در اسید کلریدریک حل شونده و ذوب شونده‌است. Mn:۴۶٫۱۴٪  S:۵۳٫۸۶٪  برای اولین بار در چک اسلواکی کشف شد و از نظر شکل بلور: اکتائدر - دودکائدر، رنگ: خاکستری - قهوه‌ای -قهوه‌ای تیره، شفافیت: کدر(اپاک)، شکستگی: نیمه صدفی - نامنظم، جلا: الماسی - نیمه فلزی، رخ: کامل، سیستم تبلور: مکعبی و در رده‌بندی سولفور است همچنین خاصیت مغناطیسی ندارد. و منشأ تشکیل آن رسوبی - گازهای ماگمائی - آتشفشانی است.
هائریت در سال ۱۸۴۶ به افتخار دو زمین‌شناس اتریشی  جوزف و فرانس هائر نامگذاری گردید. به دو حالت کریستالی یافت می‌شود. رنگ‌های قهوه‌ای مایل به قرمز تا قهوه‌ای تیره را شامل می‌شود. این کانی در تکزاس آمریکا، اورال روسیه و سیسیلی در ایتالیا یافت شده‌است.
همایند کانی‌شناسی (پارانژ) آن محتوای Mn و اشعة Xپیریت - لیمونیت- سولفور- ژیپس- پیریت- مارکازیت است.
، از نظر ژیزمان بلوری - آگرگات توده‌ای کمیاب است و بیشتر در چک اسلواکی، ایتالیا، URSS و آمریکا یافت می‌شود.